# Chipolata

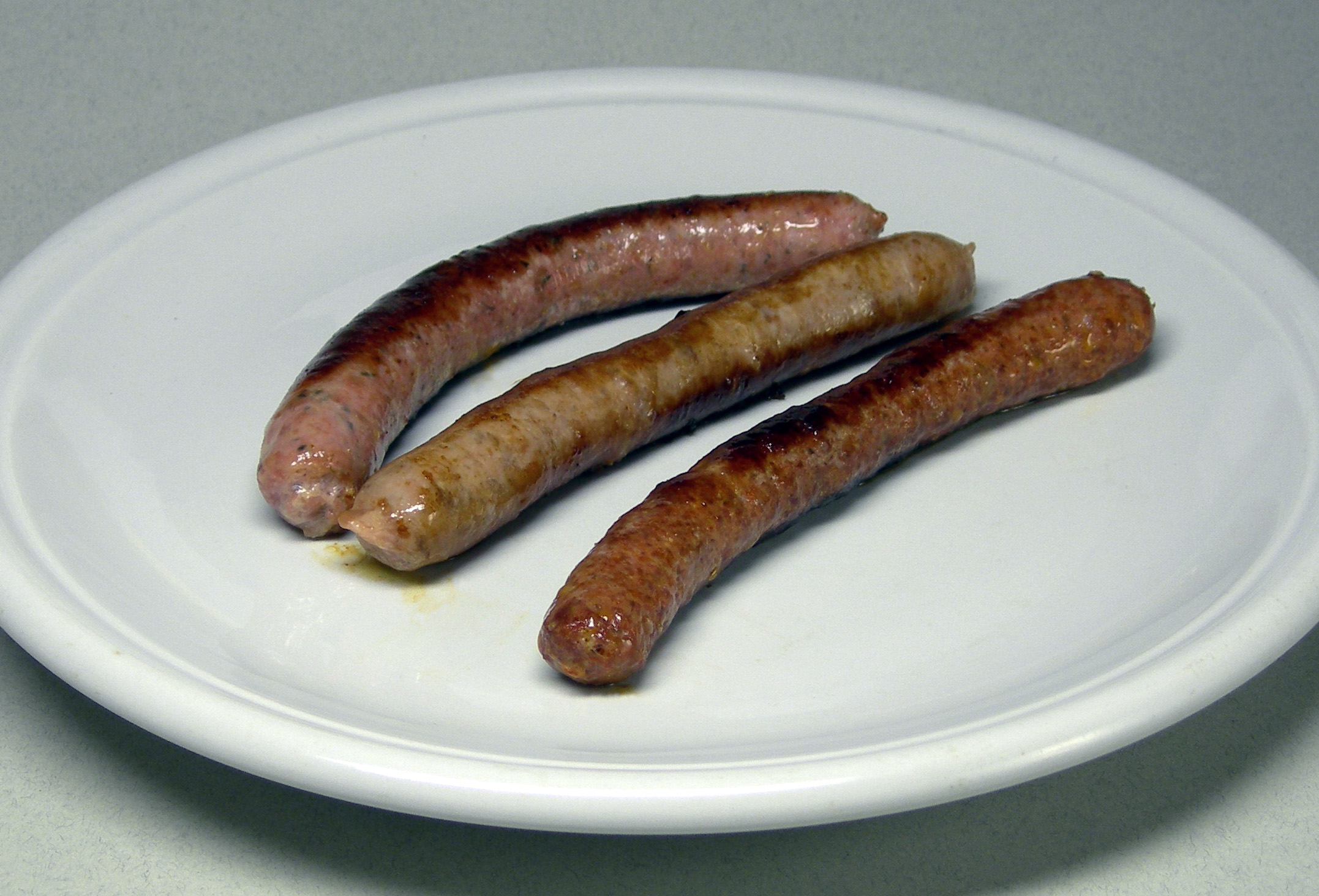
Tres salchichas de tipo chipolata.

La chipolata es un tipo de salchicha fresca que se cree fue creada en Francia y es parecida a una salchicha italiana, aunque suele prepararse como una salchicha muy fina de tipo desayuno, que a menudo se hace a la parrilla en lugar de freírse o cocerse. Las chipolatas se hacen normalmente de cerdo picado grueso condimentado con sal y pimienta, junto con hierbas (según la receta) como la salvia, el tomillo, el pimiento o la nuez moscada. La palabra es francesa y se cree que procede del italiano cipollata, que significa esencialmente ‘hecho con cebolla’, y según algunas fuentes pudo haber aludido a una cebolla estofada con salchicha.
Las chipolatas también se comen con frecuencia en el Reino Unido. Aparecen frecuentemente como parte de la comida de Navidad envueltas en panceta como pigs in blankets (‘cerdos en mantas’). Suelen comerse en Escocia, donde se las llama kilted pigs (‘cerdos con kilt’). Las chipolatas son parecidas a un tipo de salchicha de desayuno australiano. No deben confundirse con las salchichas de cóctel, servidas a menudo en bufés, que son mucho más pequeñas y finas, y aproximadamente la mitad de largas.
Una garniture à la chipolata consiste en cebolla, salchicha chipolata, castañas, cerdo salado y a veces zanahoria en una salsa demi glace o de madeira.